# Nicolaus Busch
Nicolaus Busch (* 1. Juli 1864 in Riga; † 13. Oktober 1933 ebenda) war ein deutsch-baltischer Historiker und Ehrendoktor der Universität Tübingen. 

## Leben
Nicolaus Busch war der Sohn des gleichnamigen Buchhalters am städtischen Ökonomieamt in Riga Nikolaus Busch und der Ottilie Roemeling. Er selbst blieb ledig. 
Er besuchte das Gouvernements-Gymnasium in Riga und studierte von 1883 bis 1884 sowie von 1889 bis 1893 Geschichte u. a. bei Richard Hausmann an der Kaiserlichen Universität Dorpat. In Riga wurde er nach dem Studium 1894 von der Livländische Ritterschaft für archivarische Arbeiten angestellt. Ebenfalls 1894 übernahm er Arbeiten in der Bibliothek der Gesellschaft für Geschichte und Altertumskunde in Riga, wo er sich auch im Vorstand der Ortsgruppe Riga der deutschen Vertretung in Livland einbrachte. Er avancierte dort bis 1902 zum Bibliothekar, war 1905 bis 1909 sowie 1912 bis 1933 Mitdirektor, 1909 bis 1910 Präsident und seit 1929 Ehrenmitglied. Bereits 1903 wurde er Sekretär der Großen Gilde und war seit 1904 auch Stadtbibliothekar. Seit 1906 war Busch zudem Mitglied der städtischen Kommission zur Errichtung von Lesehallen. 
Busch war korrespondierendes Mitglied der Kaiserlichen Archäologischen Gesellschaft in Moskau, seit 1913 der Kurländischen Gesellschaft für Literatur und Kunst sowie von 1908 bis 1927 auch der Gelehrten Estnischen Gesellschaft (1908, 1927 ausgetreten). Seit 1910 war Busch ebenfalls korrespondierendes Mitglied und seit 1913 Ehrenmitglied der Ehstländischen Literärischen Gesellschaft. 1922 verlieh ihm die Universität Tübingen die Graduierung Dr. phil. h. c. 
Busch soll ungewöhnlich kenntnisreich auf den verschiedensten Gebieten die baltische Geschichte betreffenden Themengebieten gewesen sein und zudem auch ein uneigennütziger Förderer aller Forschungen.

## Werke
- Livländische Güterurkunden aus den Jahren 1207 bis 1500. Band 1, Jonck & Poliewsky, Riga 1908 (gemeinsam mit Hermann von Bruiningk herausgegeben)
- Geschichte der literärisch-praktischen Bürgerverbindung in Riga : 1802-1902, 1. Teil Die Schulen, Häcker, Riga 1902
- Untersuchungen zur Lebensgeschichte Dürers, in: Abhandlungen der Herder Gesellschaft und des Herder-Instituts zu Riga, Bd. 4, Nr. 1, Löffler, Riga 1931
- Nachgelassene Schriften, 1, Riga 1934 (Redaktion: Leonid Arbusow)
- Geschichte und Verfassung des Bistums Ösel bis zur Mitte des 14. Jahrhunderts
- Die Geschichte der Rigaer Stadtbibliothek und deren Bücher
- Studien zur baltischen Vorgeschichte, Teil 1. Der grosse Töll, Plates, Riga 1937